# Franz Kraus (Skisportler)
Franz Kraus (* 21. Januar 1913; † 6. Februar 1942) war ein tschechoslowakischer und deutscher alpiner Skirennläufer und nordischer Wintersportler.

## Biografie
Kraus war als Deutschböhme Angehöriger des Hauptverbandes Deutscher Wintersportvereine der Tschechoslowakischen Republik, kurz HDW, der vor dem Zweiten Weltkrieg offizielles Mitglied des internationalen Skiverbandes war und startete für den Wintersportverein Harrachsdorf-Neuwelt.
Bei den Skiweltmeisterschaften 1933 in Innsbruck erreichte er in den alpinen Wettbewerben Rang 39 in der Abfahrt, Platz 46 im Slalom und Rang 42 in der Alpinen Kombination. In den nordischen Disziplinen belegte er im Skispringen von der Bergiselschanze den 12. Rang und erreichte gemeinsam mit seinen Verbandskollegen Franz Lauer, Alois Horn und Franz Semptner den 6. Platz im Staffellauf über 4 × 10 km.
Bei den Heim-Weltmeisterschaften 1935 in Altschmecks in der Hohen Tatra erreichte er im Skilanglauf über 18 km den 57. Rang und mit der Staffel über 4 × 10 km gemeinsam mit Gustav und Otto Berauer sowie Josef Ackermann erneut den 6. Platz für den HDW.
Bei den 1946 für inoffiziell erklärten Skiweltmeisterschaften von 1941 in Cortina d’Ampezzo gehörte er dem deutschen Aufgebot im Skilanglauf über 18 km an und erreichte einen Rang um Position 30; im Sprunglauf für die Nordische Kombination ging er nicht an den Start und konnte diese somit nicht beenden. Am 16. Februar 1941 erreichte Kraus bei einem Springen auf der Großen Olympiaschanze in Garmisch-Partenkirchen eine Weite von 79 m.
Kraus fiel im Zweiten Weltkrieg an der Ostfront.